# Democratische Unie van Slowaken en Tsjechen in Roemenië
De Democratische Unie van Slowaken en Tsjechen, Roemeens: Uniunea Democrată a Slovacilor şi Cehilor din România, of UDSC is een politieke partij in Roemenië van een etnisch-culturele minderheid. De partij is in 1990 opgericht. Dankzij het Roemeense recht,  de partij verzekerd van ten minste één zetel in de Kamer van Afgevaardigden. Het hoofdkantoor bevindt zich in Nădlac.
Alliantie van Liberalen en Democraten · Alliantie voor de Unie van Roemenen · Democratisch-Liberale Partij · Democratische Unie van Hongaren in Roemenië · Groot-Roemeniëpartij · Humanistischekrachtpartij · Nationale Democratische Partij · Nationaal-Liberale Partij · Nationale Christen-Democratische Boerenpartij · Nationale Unie voor de vooruitgang van Roemenië · Nieuwegeneratiepartij · Nieuwe Republiek · Noua Dreaptă · M10 · Partij Verenigd Roemenië · Red Roemenië-Unie · Roemeense Sociale Partij · Sociaaldemocratische Partij · Partijen van etnische minderheden · Volksbewegingspartij